# Cylindera
Cylindera là một chi bọ cánh cứng bản địa của miền Cổ bắc, Near East và Bắc Phi.

## Hình ảnh

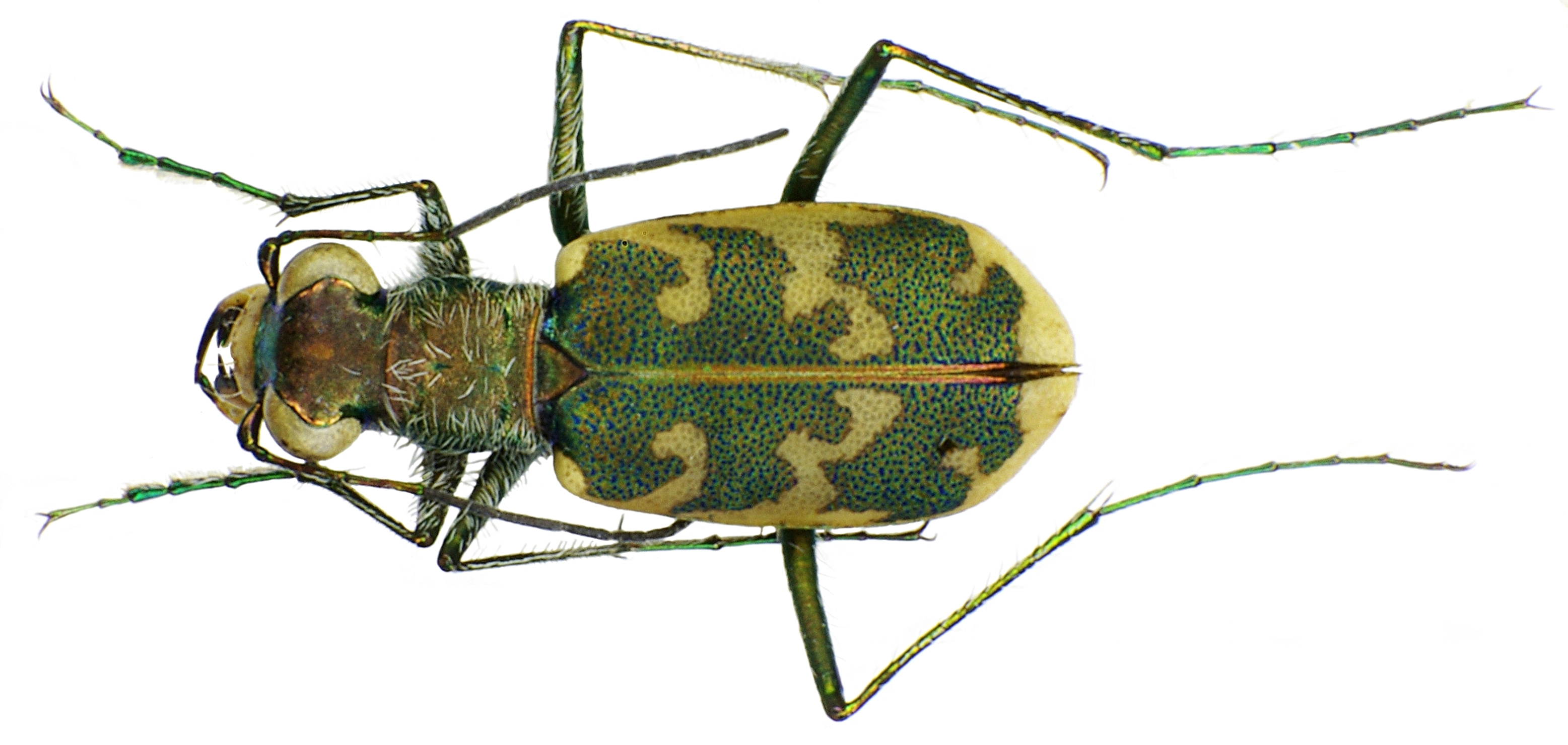
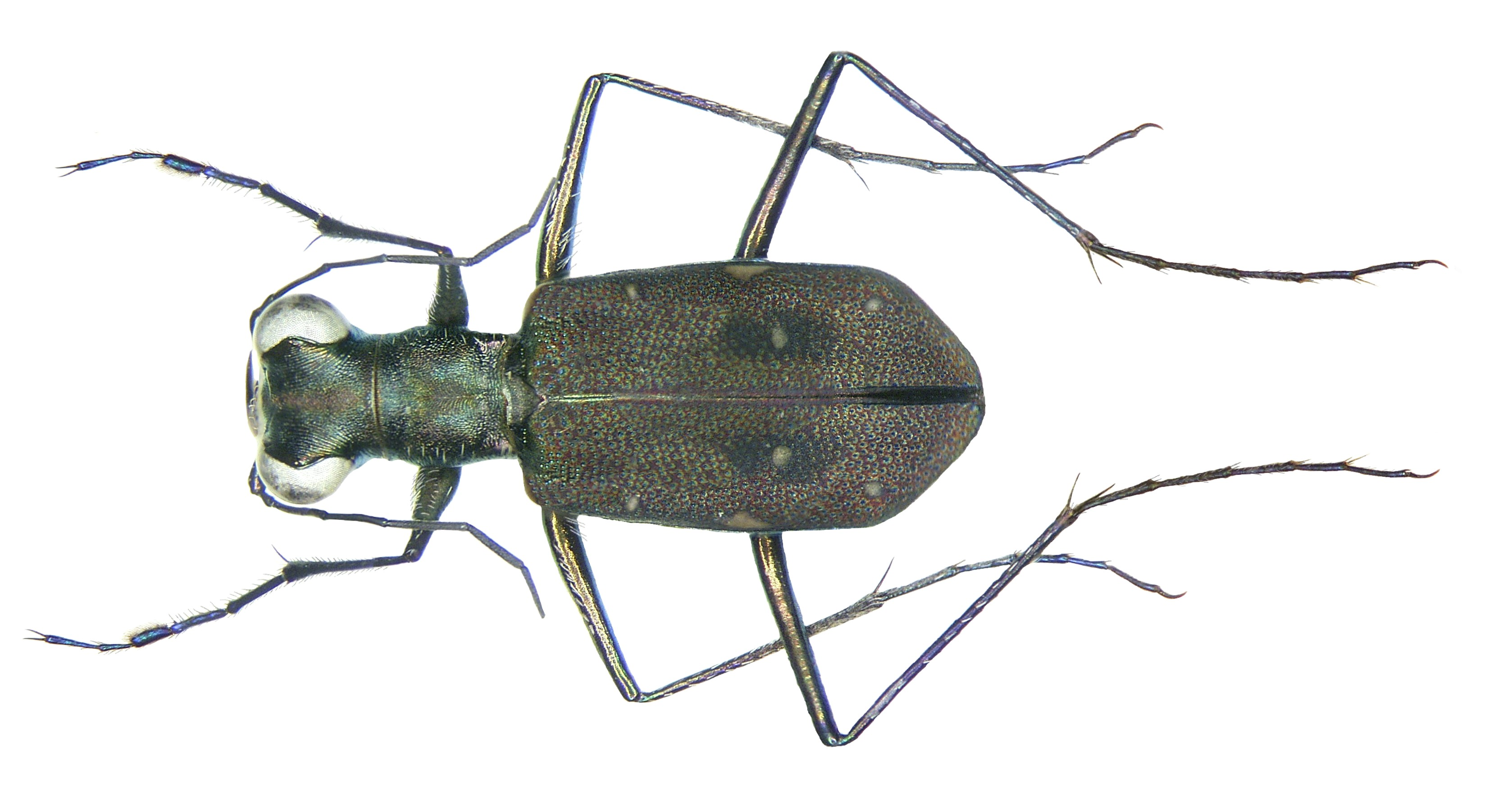
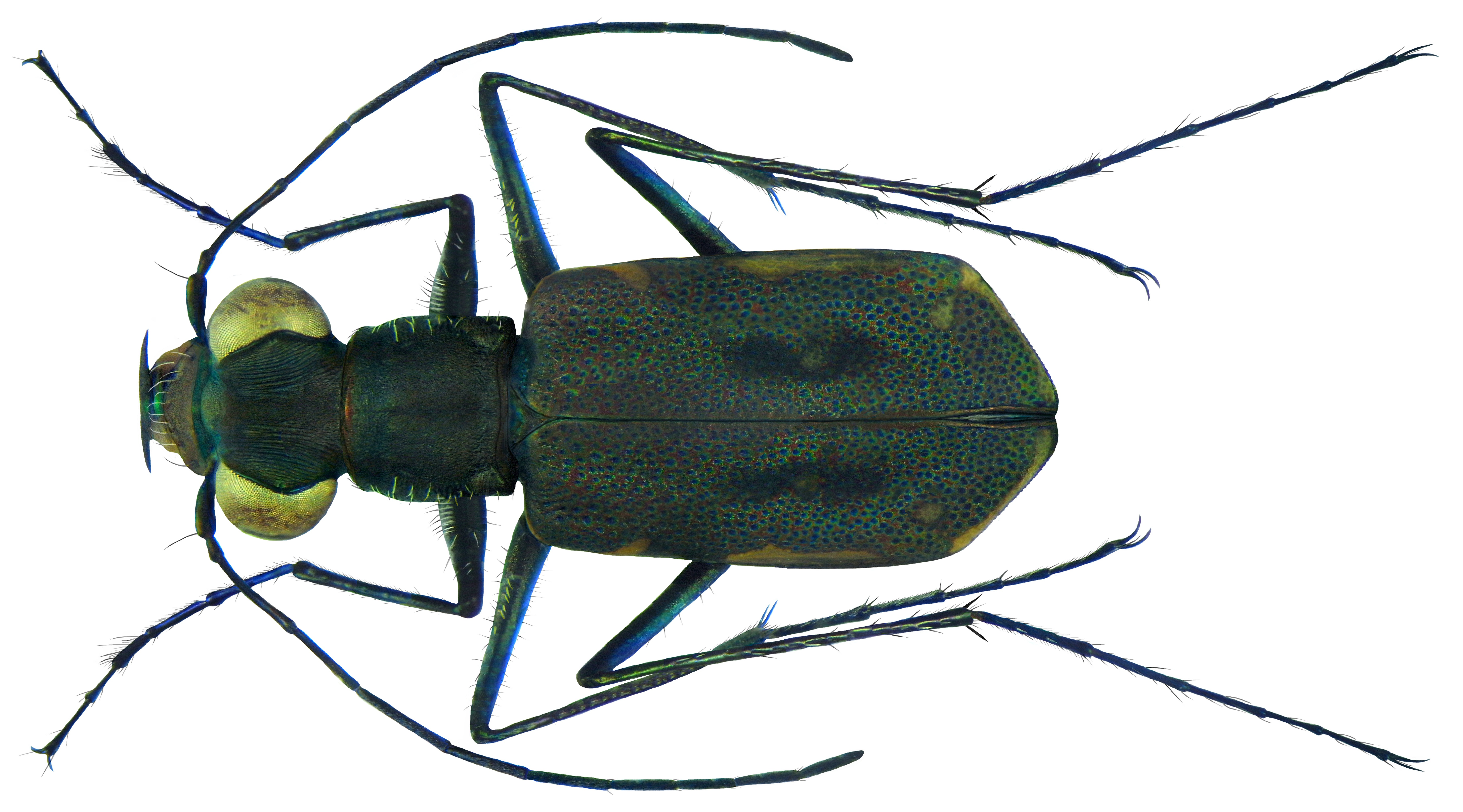